# Cenopalpus lineola
Cenopalpus lineola är en spindeldjursart som först beskrevs av Giovanni Canestrini och Fanzago 1876.  Cenopalpus lineola ingår i släktet Cenopalpus och familjen Tenuipalpidae. Inga underarter finns listade i Catalogue of Life.